# Museum Palthehuis

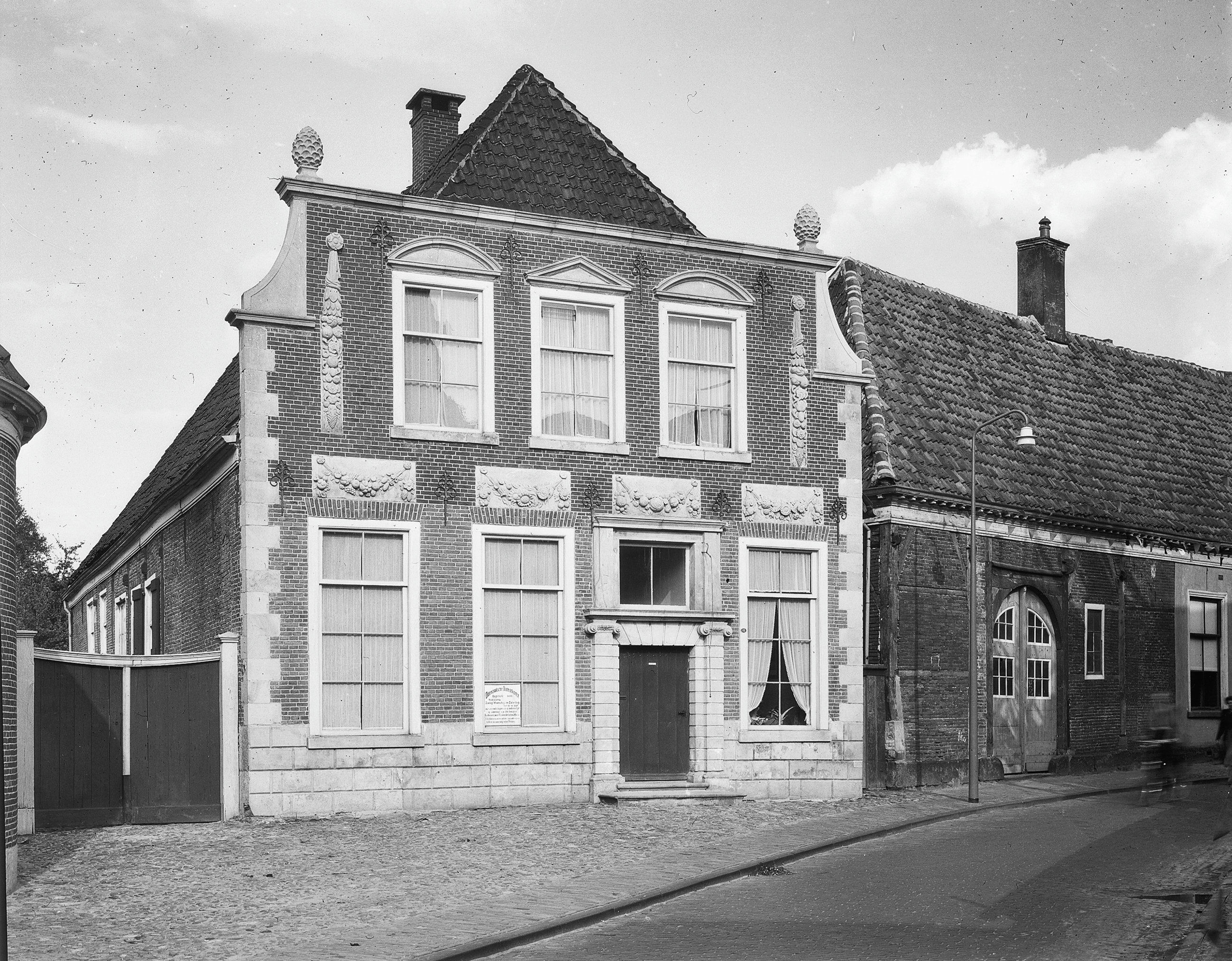
Oudheidkamer, 1952

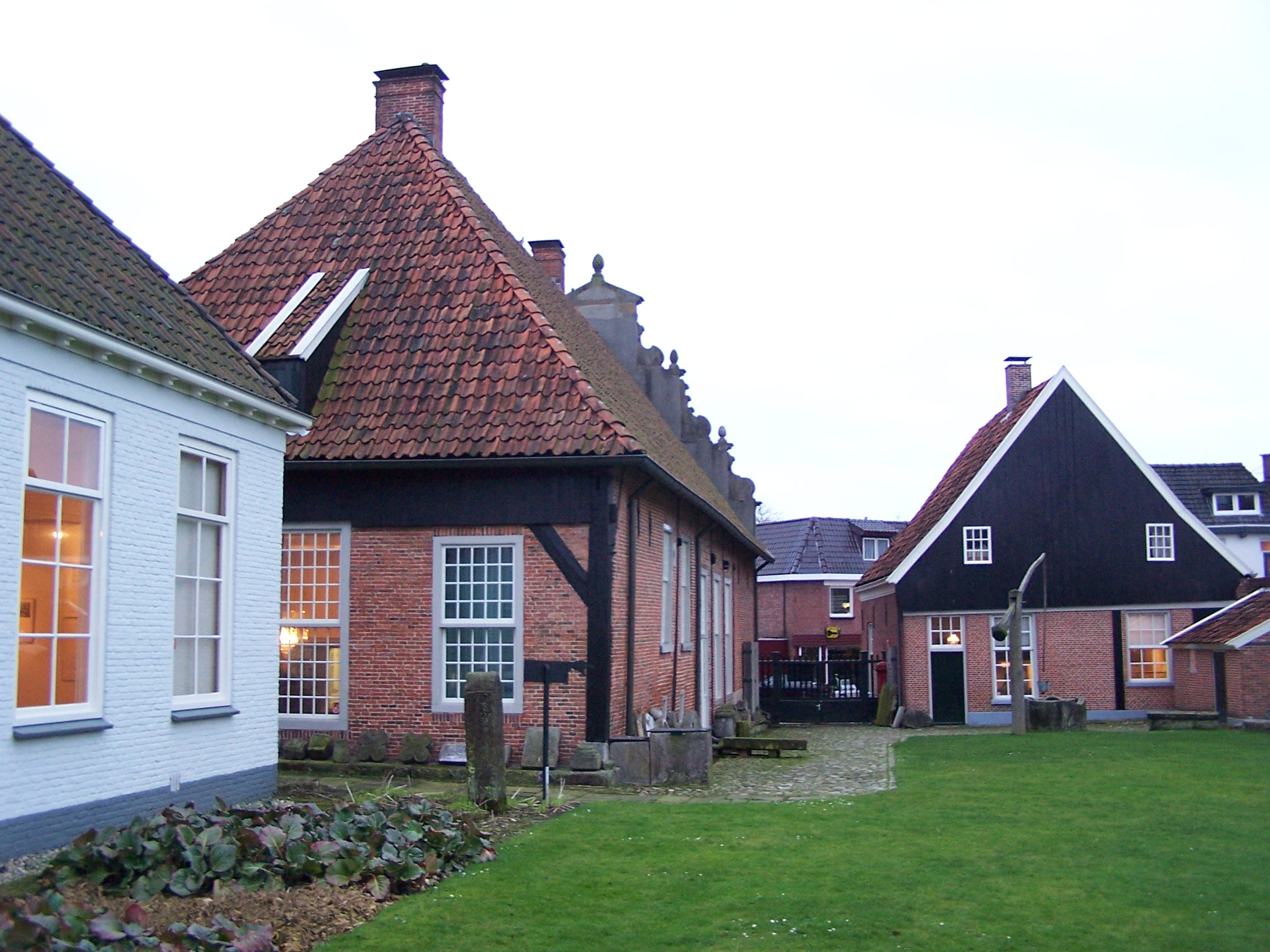
De Stadstuin

Het Palthe Huis is een historisch museum in de Overijsselse stad Oldenzaal en valt onder de Stichting Oldenzaalse Musea. Het is gevestigd in het centrum van Oldenzaal, in een zeventiende-eeuws patriciërshuis met tuin en koetshuis. Het is gevestigd aan de Marktstraat 13 in een voormalig huis van de familie Palthe.

## Ontstaan
Historisch Museum Het Palthe Huis is een opvolger van de vereniging De Oldenzaalsche Oudheidkamer, die werd opgericht op 24 Oktober 1906. Op dat moment was er een verzameling geschiedkundige voorwerpen die was ondergebracht in een lokaal van het gemeentehuis. In 1916 werd deze overgebracht naar het gehuurde Michgoriushuis in Oldenzaal, waar inmiddels Museum De Pelgrim zich bevindt. 
Bij haar overlijden in 1928 liet de laatste bewoner van het pand aan de nabijgelegen Marktstraat 13, Gulia Palthe, haar bezit na aan deze Oudheidkamer. 
Op 7 juli 1929 nam de Oudheidkamer het pand in gebruik.

## Restauratie en naamgeving
In 1961 werd er begonnen met een eerste restauratie van het in verval geraakte huis aan de Marktstraat 13. Het museum stond toen nog bekend als de 'Oldenzaalse Oudheidkamer'. In de volksmond werd het echter al 'het Palthe Huis' genoemd, een naam die na de restauratie officieel werd. Bij een hernieuwde restauratie in 1964 werd ook opnieuw een siergevel toegevoegd met in Bentheimer zandsteen gebeeldhouwde vleugelstukken op de trappen en eindigend in een driezijdig fronton met pijnappelbekroning. De oorspronkelijke topgevel was bij een storm in 1859 verwoest.

## De familie Palthe
In het woonhuis hebben drie generaties van de familie Palthe gewoond. Door de eeuwen heen vervulden zij belangrijke functies in Oldenzaal zoals rechter, dominee en burgemeester. Toen in 1928 de kleindochter van Johannes Palthe, Gulia Palthe, overleed werd het huis een museum.

## Verbouwing
Van 2017 tot 2018 heeft er een verbouwing en herinrichting plaats gevonden waarbij er een nieuwe entree is aangebouwd tussen het woonhuis en de tentoonstellingsruimte in, waardoor het museum beter toegankelijk is geworden voor bijvoorbeeld mindervaliden. Zowel het woonhuis als de tentoonstellingsruimte zijn daarbij volledig heringericht. In de entree is tevens een museumwinkel ingericht en hier bevinden zich ook de toiletten en garderobe. 

## Collectie en inrichting
Het museum bestaat uit twee delen: het historisch woonhuis van de familie Palthe en de stadspresentatie. 
In de stadspresentatie loopt de bezoeker door de geschiedenis van Oldenzaal van de bronstijd tot en met de textiel periode. Een van de bekendste collectiestukken die in dit deel van het museum te vinden is, is de stoel van Huttenkloas; een middeleeuwse dwangstoel die in 1775 gebruikt werd bij de terechtstelling van Klaas Annink.
Het woonhuis is volledig ingericht in 18e-eeuwse stijl. Het huis heeft onder andere een salon, verblijf van het personeel, keuken, eetkamer, boekenkabinet en verschillende slaapkamers. Op de bovenverdieping is de multifunctionele ruimte die met name ingezet wordt voor educatie. Daarnaast bevindt zich hier een Escaperoom. 
Naast het woonhuis bevindt zich het koetshuis, de voormalige stal van de paarden en het woonhuis van de koetsier van de familie. Sinds 2023 is hier het Hanzehuis gevestigd: een informatiecentrum over de rol van Oldenzaal als Hanzestad en de ontwikkeling van handel binnen de stad. In het Hanzehuis kan ook het Hanzespel gespeeld worden; een interactief spel over de Hanze.